# 上普雷策山
46°44′20″N 9°22′23″E / 46.739°N 9.373°E

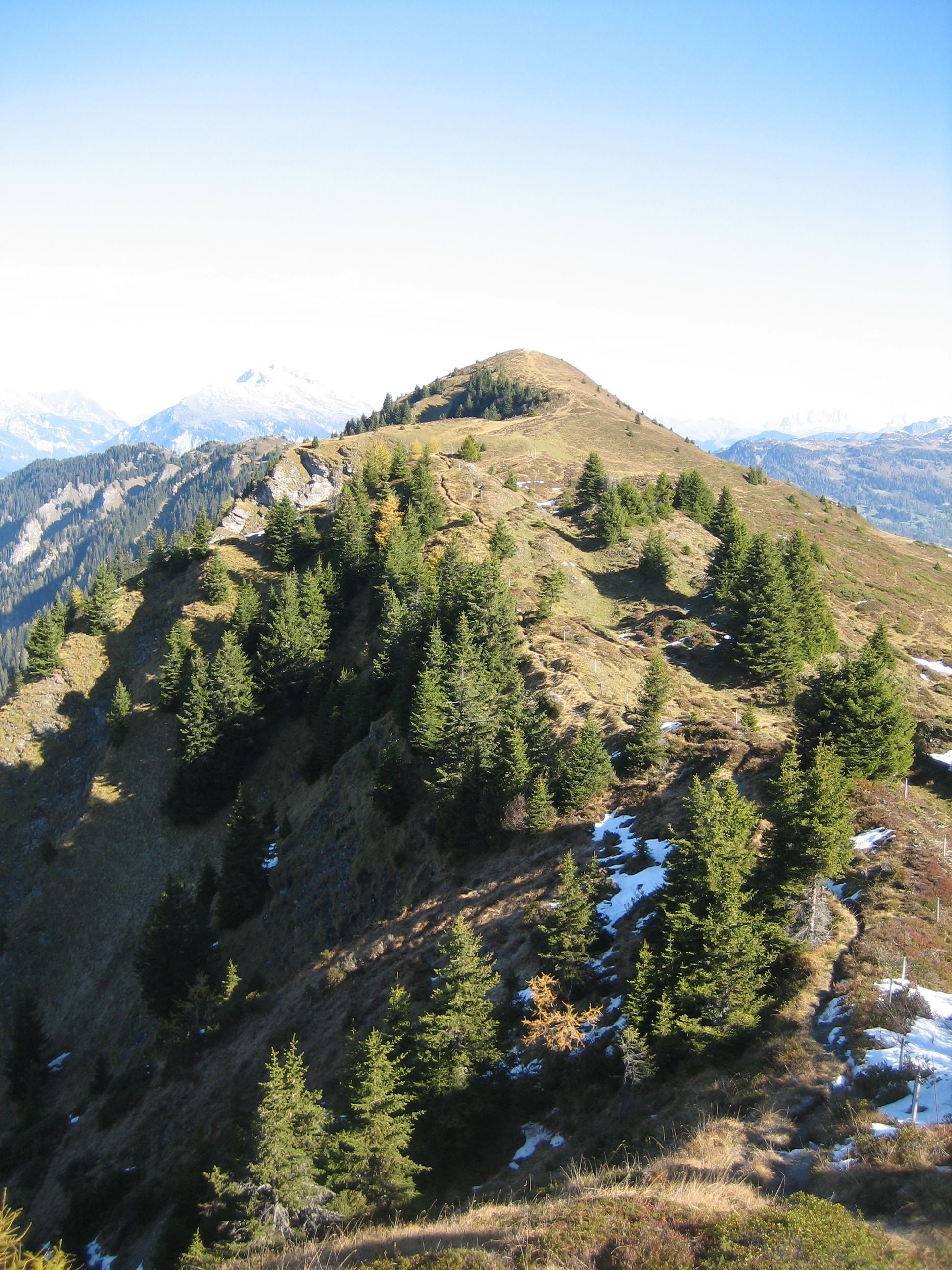

上普雷策山（Mutta），是瑞士的山峰，位於該國東南部，由格勞賓登州負責管轄，屬於阿爾布拉山脈的一部分，距離特古馬山1.6公里，海拔高度2,120米，每年平均降雨量1,929毫米。